# Trent Hidlay

NC State Wolfpack

Trent Niemond Hidlay (ur. 7 kwietnia 1999) – amerykański zapaśnik walczący w stylu wolnym. 
Złoty medalista mistrzostw panamerykańskich w 2025. Drugi na MŚ U-23 w 2022. Trzeci na MŚ juniorów w 2019 roku. 
Zawodnik Mifflin County High School i North Carolina State University. Cztery razy All-American w NCAA Division I (2020-2024). Drugi w 2021 i 2024, czwarty w 2023 i piąty w 2022.